# كانيلا (تشيلي)
كانيلا، (تشيلي) (بالإسبانية: Canela, Chile)‏ هي بلدية تقع في تشيلي في Choapa Province. يقدر عدد سكانها بـ 9,182 نسمة ومساحتها 2,196.6 كم2 وترتفع عن سطح البحر 295 متر.